# Wendy Davis (femme politique)
Pour les articles homonymes, voir Wendy Davis et Davis.
Wendy Russell Davis, née le 16 mai 1963, est une femme politique américaine du Parti démocrate. Elle représente la 10e circonscription au Sénat du Texas entre 2009 et 2015.

## Biographie
Wendy Davis est née le 16 mai 1963 dans la ville de West Warwick, au Rhode Island. Elle quitte le Rhode Island avec sa famille pour Fort Worth, au Texas à l'âge de 11 ans. Elle est élevée par sa mère, célibataire ; elle est contrainte de travailler à l'âge de 14 ans pour venir financièrement en aide à sa mère et ses trois autres enfants. Elle se marie à 18 ans et devient mère à l'âge de 19 ans. Elle divorce et vit avec sa fille dans un camping pour caravanes (trailer park). Après avoir entendu parler d'un programme paralégal par une de ses collègues, elle entre au Tarrant County College (en) puis est transférée à la Texas Christian University, où elle termine première de sa promotion. Après avoir été la première personne de sa famille à obtenir un diplôme, elle poursuit ses études pour finalement obtenir un diplôme de droit avec les honneurs de la Faculté de droit de Harvard.

## Carrière en droit
En 1993, Davis revient à Fort Worth avec son diplôme d'avocat. Elle commence sa carrière dans le droit en tant qu'assistante de justice du juge de district Jerry Buchmeyer.

## Carrière politique

### Conseil municipal de Fort Worth
Davis est élue au conseil municipal de Fort Worth pour la première fois en 1999 et est réélue en 2001, 2003, 2005 et 2007. Durant ses neuf ans de mandat au conseil municipal, Davis s'occupe du transport, du développement économique et des problèmes de voisinage. Elle mène également des projets de développement économique tels que la rénovation de la place Montgomery, the Tower et les campus de Pier One et Radio Shack.

### Sénat du Texas
Wendy Davis est élue sénatrice de l'État du Texas représentante du 10e district en 2008, en battant le sénateur sortant, le républicain Kim Brimer. C'est la première fois qu'un sénateur républicain sortant est battu au Texas depuis 20 ans. Elle est réélue en 2012 face au candidat républicain Mark Shelton.
Au Sénat, elle est membre des comités sénatoriaux sur le développement économique, sur les transports, et sur les anciens combattants et les installations militaires. Elle a participé auparavant aux comités sur l'éducation et sur les relations et échanges internationaux.

### Obstruction parlementaire de 2013
En juin 2013, Davis se lance dans une opération d’obstruction parlementaire (ou filibustering, en anglais) pour bloquer le vote d'une loi républicaine visant à restreindre de manière considérable le droit à l'avortement des Texanes notamment en fermant indirectement 37 des 42 cliniques pratiquant l'avortement au Texas. La méthode utilisée consiste à parler sans discontinuer afin de retarder voire bloquer l'adoption d'une loi. Elle a tenu onze heures sans s’asseoir, sans manger et sans aucune digression quant au sujet du texte en discussion. Grâce à cet exploit salué dans tout le pays et alors que Davis s'était préparée comme une athlète, la loi, qui devait être votée avant minuit pour être promulguée, a été annulée.
La victoire démocrate est toutefois de courte durée puisque les républicains, qui ont la majorité absolue au Texas, sont sans surprise parvenus à faire promulguer ce même texte le mois suivant.
En août 2013, Davis déclare que soit elle se représentera au sénat de l'État en 2015, soit elle briguera le poste de gouverneur de l'État (en 2014).